# سرتولوفو
سرتولوفو (بالروسية: Сертолово) هي إحدى مدن روسيا في الكيان الفدرالي الروسي لينينغراد أوبلاست.